# Türkiye Radyo-Televizyon Kurumu
TRT of Türkiye Radyo-Televizyon Kurumu (Turkse Radio-Televisie Omroep) is de publieke omroep van Turkije. Het hoofdkantoor bevindt zich in Ankara.

## Geschiedenis van TRT
TRT werd in 1964 opgericht als de eerste overheidsradio- en televisieomroep. Adnan Öztrak werd de eerste algemeen-directeur van de TRT.
De eerste uitzendingen met een vaste programmering begonnen op de radio in 1965 en alle andere radiozenders werden tijdens de nieuwsuitzendingen verbonden met de hoofdredactie in Ankara. In 1966 begon TRT met het geven van opleidingen en in 1967 begon de omroep met gezamenlijke nieuws- en sportuitzendingen. Vanaf 1967 begon de TRT aan een test met televisie-uitzendingen. In 1968 werden er testuitzendingen in Ankara gedaan. In 1971 volgde de eerste live sportwedstrijd uit Izmir tussen Karşıyaka Spor Kulübü en İstanbulspor.
In de jaren 60 - 90 waren de nieuwjaarsshows erg populair.
In 1972 werd er voor het eerst een buitenlands product, "Free world trip", in het Turks uitgezonden. In 1972 werd de eerste live uitzending vanuit het buitenland gemaakt. In hetzelfde jaar werd besloten dat TRT onafhankelijk moest opereren en de TRT werd neutraal gemaakt.
Vanaf 1974 zond de TRT elke dag uit en werd er ook voor het eerst 24 uur per dag radio verzorgd onder de naam TRT.
1980 was het jaar waarin de TRT begon met uitzendingen in kleur, maar ook nog in zwart-wit. In 1984 gingen ze helemaal over in kleur. In 1986 werd een tweede kanaal, TV1 (de voorloper van TRT 2), in het leven geroepen en in 1989 ontstonden TRT 3 en TRT-GAP. In 1989 werd besloten om met teletekstuitzendingen te beginnen onder de naam "Telegün". In 1992 begon de TRT zijn Euraziatische uitzendingen met TRT-INT-AVRASYA. Later werd TRT-INT-AVRASYA in twee kanalen opgesplitst, namelijk TRT-INT en TRT-TURK. Vanaf 2006 begon de TRT aan digitale uitzendingen.

## TRT World
In 2015 is vanuit TRT het internationale mediaplatform TRT World in Istanbul opgericht. Het kanaal begon met televisie en in het tweede jaar breidde TRT World uit met een digitale afdeling. De redactie bestaat uit personeel afkomstig uit 51 landen. TRT World deed verslaglegging vanuit meer dan 100 landen.

## Vandaag
In verschillende delen van de wereld wordt TRT bekeken. Vanaf Turksat wordt het TRT in Europa door de meeste Turken gevolgd.
TRT heeft nu onder andere 15 tv-kanalen:
- TRT 1
- TRT HABER
- TRT 3 Spor
- TRT TÜRK
- TRT Avaz
- TRT Çocuk

- TRT Diyanet
- TRT OKUL
- TRT Belgesel
- TRT HD
- TRT 4K
- TRT Müzik
- TRT Arapça
- TRT Gap
- TRT Kurdî

Radio's:
- Radyo 1
- TRT FM
- Radyo 3
- Radyo 4
- TRT Türkü
- TRT Nağme
- TRT Radyo Haber
- TSR
- Türkiye'nin Sesi in 6 kanalen en 27 talen
- TRT Memleketim FM

Het hoofdkantoor van de TRT ligt in Ankara maar de TRT heeft ook filialen in Istanboel, İzmir, Trabzon, Diyarbakır, Antalya, Çukurova en Erzurum.